# Sam Whipple
Pour les articles homonymes, voir Whipple.
Sam Whipple est un acteur américain né le 25 septembre 1960 à Venice (Californie, États-Unis) et décédé le 3 juin 2002 à Los Angeles (Californie, États-Unis).

## Biographie
Le 3 juin 2002, Sam Whipple meurt d'un cancer à l'âge de 41 ans.

## Filmographie
- 1980 : Grad Night : Gary
- 1981 : Le Joyeux bazar ("Open All Night") (série télévisée) : Terry Feester
- 1982 : Jekyll and Hyde... Together Again : Produce Man
- 1983 : Don Camillo de Terence Hill : Gigio
- 1983 : Packin' It In (TV) : Zack Estep
- 1986 : Blue City : Jailer
- 1990 : Bagdad Cafe (série télévisée) : Dewey Kunkle
- 1990 : Archie: To Riverdale and Back Again (TV) : Jughead Jones
- 1991 : The Doors : Sullivan's Producer
- 1991 : The Gambler Returns: The Luck of the Draw (TV) : Bert Jeeter
- 1992 : T Bone et Fouinard (T Bone N Weasel) (TV) : Raincoat
- 1993 : Night Driving (TV)
- 1993 : Lifepod (TV)
- 1994 : Radio Rebels (Airheads) : Personal Manager
- 1995 : Little Surprises (TV) : Joe Jr.
- 1996 : La Couleur de l'arnaque (The Great White Hype) de Reginald Hudlin : Artie
- 1996 : Rock (The Rock) : Larry Henderson
- 1997 : Delivery : Mr. Mackintosh
- 1997 : Le Caméléon (The pretender) (TV) : Sheldon Fein
- 1998 : Sept jours pour agir (Seven Days) (TV) : Dr. John Ballard
- 2001 : Last Ride : Snowboard Rep
- 2003 : Straighten Up America : Jack